# Rhinobatos
Rhinobatos – rodzaj ryb chrzęstnoszkieletowych z rodziny rochowatych (Rhinobatidae).

## Rozmieszczenie geograficzne
Do rodzaju należą gatunki występujące w wodach oceanu – Atlantyckiego, Indyjskiego i Spokojnego.

## Morfologia
Długość ciała do 185 cm; masa ciała (największa opublikowana) do 26,6 kg.

## Systematyka
Rodzaj zdefiniował w 1790 roku niemiecki ichtiolog H.F. Linck w artykule poświęconym próbie klasyfikacji ryb na podstawie ich uzębienia opublikowanym w czasopiśmie Magazin für das Neueste aus der Physik und Naturgeschichte. Gatunkiem typowym jest (prawdopodobnie absolutna tautonimia) rocha (R. rhinobatos).

### Etymologia
- Rhinobatos i Rhinobatus: gr. ῥις rhis, ῥινος rhinos ‘nos, pysk’; βατoς batos ‘płaska ryba, zwykle stosowana w odniesieniu do płaszczki lub rai’[13].
- Leiobatus: gr. λειος leios ‘gładki’[14]; βατoς batos ‘płaska ryba, zwykle stosowana w odniesieniu do płaszczki lub rai’[15]. Gatunek typowy (oznaczenie monotypowe): Leiobatus panduratus Rafinesque, 1810 (= Raja rhinobatos Linnaeus, 1758).
- Squatinoraja: zbitka wyrazowa nazw rodzajów: Squatina Duméril, 1806 (Squatinidae) oraz Raja Linnaeus, 1758 (Rajidae). Gatunek typowy (oznaczenie monotypowe): Squatinoraja colonna Nardo, 1824 (= Raja rhinobatos Linnaeus, 1758).
- Syrrhina: gr. συν sun ‘razem’[16]; ῥις rhis, ῥινος rhinos ‘nos, pysk’[17]. Gatunek typowy (późniejsze oznaczenie): Rhinobatus columnae Bonaparte, 1836 (= Raja rhinobatos Linnaeus, 1758)[18].
- Scobatus: łac. scobina ‘tarnina’[19]; gr. βατoς batos ‘płaska ryba, zwykle stosowana w odniesieniu do płaszczki lub rai’[15]. Gatunek typowy (oryginalne oznaczenie): Raia (Rhinobatos) granulatus Blainville, 1816 (nomen nudum).

### Podział systematyczny
Do rodzaju należą następujące występujące współcześnie gatunki:
- Rhinobatos albomaculatus Norman, 1930 – roszak[20]
- Rhinobatos annandalei Norman, 1926
- Rhinobatos austini Ebert & Gon, 2017
- Rhinobatos borneensis Last, Séret & Naylor, 2016
- Rhinobatos holcorhynchus Norman, 1922
- Rhinobatos hynnicephalus Richardson, 1846
- Rhinobatos irvinei Norman, 1931
- Rhinobatos jimbaranensis Last, White & Fahmi, 2006
- Rhinobatos lionotus Norman, 1926
- Rhinobatos manai White, Last & Naylor, 2016
- Rhinobatos nudidorsalis Last, Compagno & Nakaya, 2004
- Rhinobatos penggali Last, White & Fahmi, 2006
- Rhinobatos punctifer Compagno & Randall, 1987
- Rhinobatos ranongensis Last, Séret & Naylor, 2019
- Rhinobatos rhinobatos (Linnaeus, 1758) – rocha[21]
- Rhinobatos sainsburyi Last, 2004
- Rhinobatos schlegelii Müller & Henle, 1841
- Rhinobatos whitei Last, Corrigan & Naylor, 2014

Opisano również szereg gatunków wymarłych:

- Rhinobatos alaicus Averianov & Udovitshenko, 1993[23] (Azja; eocen)
- Rhinobatos antunesi (Jonet, 1968)[24] (Europa; miocen)
- Rhinobatos auribatensis Adnet, 2006[25] (Europa; eocen)
- Rhinobatos casieri Herman, 1977[26]
- Rhinobatos craddocki Case & Cappetta, 1997[27] (Ameryka Północna; kreda)
- Rhinobatos echavei Cappetta & Corral, 1999[28] (Europa; kreda)
- Rhinobatos grandis (Davis, 1887)[29] (Azja; kreda)
- Rhinobatos hakelensis Cappetta, 1980[30] (Azja; kreda)
- Rhinobatos ibericus Cappetta & Corral, 1999[28] (Europa; kreda)
- Rhinobatos incertus Cappetta, 1973[31] (Ameryka Północna; kreda)
- Rhinobatos incidens Kriwet, 1999[32] (Europa; kreda)
- Rhinobatos intermedius (Davis, 1887)[29] (Azja; kreda)
- Rhinobatos kiestensis Cappetta & Case, 1999[33] (Ameryka Północna; kreda)
- Rhinobatos ladoniaensis Cappetta & Case, 1999[33] (Ameryka Północna; kreda)
- Rhinobatos latus (Davis, 1887)[29] (Azja; kreda)
- Rhinobatos lobatus Cappetta & Case, 1999[33] (Ameryka Północna; kreda)
- Rhinobatos mariannae Bor, 1983[34] (Europa; kreda)
- Rhinobatos maronita (Pictet & Humbert, 1866)[35] (Azja; kreda)
- Rhinobatos popenguinensis Guinot, Hautier, Sambou, Sarr & Martin, 2023[36] (Afryka; kreda)
- Rhinobatos sahnii Sahni & Mehrotra, 1981[37] (Azja; miocen)
- Rhinobatos seruensis Guinot, Cappetta, Underwood & Ward, 2012[38] (Europa; kreda)
- Rhinobatos tenuirostris (Davis, 1887)[29] (Azja; kreda)
- Rhinobatos tesselatus (Von Der Marck, 1894)[39] (Europa; kreda)
- Rhinobatos uvulatus Case & Cappetta, 1997[27] (Ameryka Północna; kreda)
- Rhinobatos whitfieldi (Hay, 1903)[40] (Azja; kreda)